# West Bloomfield (Michigan)
West Bloomfield Township é uma municipalidade localizada no estado americano de Michigan, no Condado de Oakland.

## Demografia
Segundo o censo americano de 2000, a sua população era de 64.862 habitantes.

## Geografia
De acordo com o United States Census Bureau tem uma área de 80,8 km², dos quais 70,8 km² cobertos por terra e 10,0 km² cobertos por água.

## Localidades na vizinhança
O diagrama seguinte representa as localidades num raio de 12 km ao redor de West Bloomfield Township.